# Traducción literal
Una traducción literal, o traducción metafrástica, es una traducción limitada a la frase o prosa. Es contrapuesta a la traducción frástica o en prosa, la cual se extralimita más allá del sentido literal de las frases. Las traducciones frásticas o "gramaticales" son las más utilizadas a lo largo de la historia y conllevan un cierto ejercicio de libertad literaria donde se suele modificar o redactar el sentido original de las frases a una lengua, estilo y época concreta. 
Se centra en la reconversión de los elementos lingüísticos del texto original, traduciendo palabra por palabra, sintagma por sintagma o frase por frase, la morfología, la sintaxis y/o la significación del texto original. 
- Un ejemplo de traducción frástica sería el siguiente:

Fugit e corpore sanguis "la sangre fluye de su cuerpo"
- Un ejemplo de traducción metafrástica o literal sería:

Fugit e corpore sanguis "se fuga de su cuerpo la sangre"
Las traducciones metafrásticas intentan respetar el sentido más original de la oración, es decir, traducir en el mismo orden, tal y como lo escribieron sus autores originales, aun a costa de cierta dificultad de entendimiento por parte de lectores de otras lenguas y distanciados en el tiempo; así como respetar la semántica original o etimológica. El objetivo del método literal no es que la traducción cumpla la misma finalidad que el original sino reproducir el sistema lingüístico de partida o la forma del texto original, sea por una opción personal (por ejemplo, la traducción de un poema) o por el uso que se hará de la traducción.
Un caso destacado de traducción literal en la historia de la cultura española es la traducción de la biblia hebrea o Tanaj al judeoespañol conocida como Biblia de Ferrara. 
- Datos: Q1191837